# La larga espera
La larga espera es el quinto álbum de estudio de Amistades Peligrosas y el primero y único tras cinco años de su separación, lanzado en 2003 bajo la filial de Universal Music, Vale Music. El título del disco hace referencia a la larga espera de sus fans por el esperado reencuentro y a la larga espera de más de treinta años por su reconocimiento al pueblo Saharaui, y el mismo disco está dedicado a los saharauis. El éxito se refleja en sus más de 50 000 copias vendidas en España, ganando el disco de oro.
La cita elegida para este disco es: “Años de travesía por el desierto acompañado por el sol, la luna y miles de estrellas. Camina con orgullo saharaui, un pueblo que en mitad de la nada ha construido un sueño. Su larga espera dura más de treinta años, demasiado tiempo” de Ahmed Mulay-Ali, embajador saharaui en México.
El primer sencillo es La larga espera, una canción dedicada al pueblo saharaui que cuenta con un videoclip grabado en un campamento del Sahara, en el mismo donde se tomaron las fotografías del arte del disco. Esta canción es tipo dance-pop con toques árabes y que empieza con un pensamiento hablado que dice “Durante más de 30 años, el pueblo saharaui han estado reclamando su derecho a la autodeterminación y la independencia… La espera ha sido larga”
El segundo y último sencillo es El progreso, tema de Roberto Carlos y que cuenta con una estrofa más que habla sobre el petróleo y el tanto daño que ha causado a la sociedad.

## Lista de canciones
| N.º | Título                           | Duración |
| --- | -------------------------------- | -------- |
| 1   | La larga espera                  | 03:45    |
| 2   | El progreso                      | 03:30    |
| 3   | Te quiero así                    | 04:10    |
| 4   | Didi                             | 03:35    |
| 5   | Si fueses tú                     | 04:45    |
| 6   | Quiero dormir contigo esta noche | 04:15    |
| 7   | Paz de espinas                   | 04:00    |
| 8   | Son mis cuentos                  | 04:20    |
| 9   | Quién da la vez                  | 03:55    |
| 10  | Es así                           | 03:45    |
| 11  | La larga espera (remix)          | 05:18    |

- Datos: Q5967108